# Jim Yong Kim

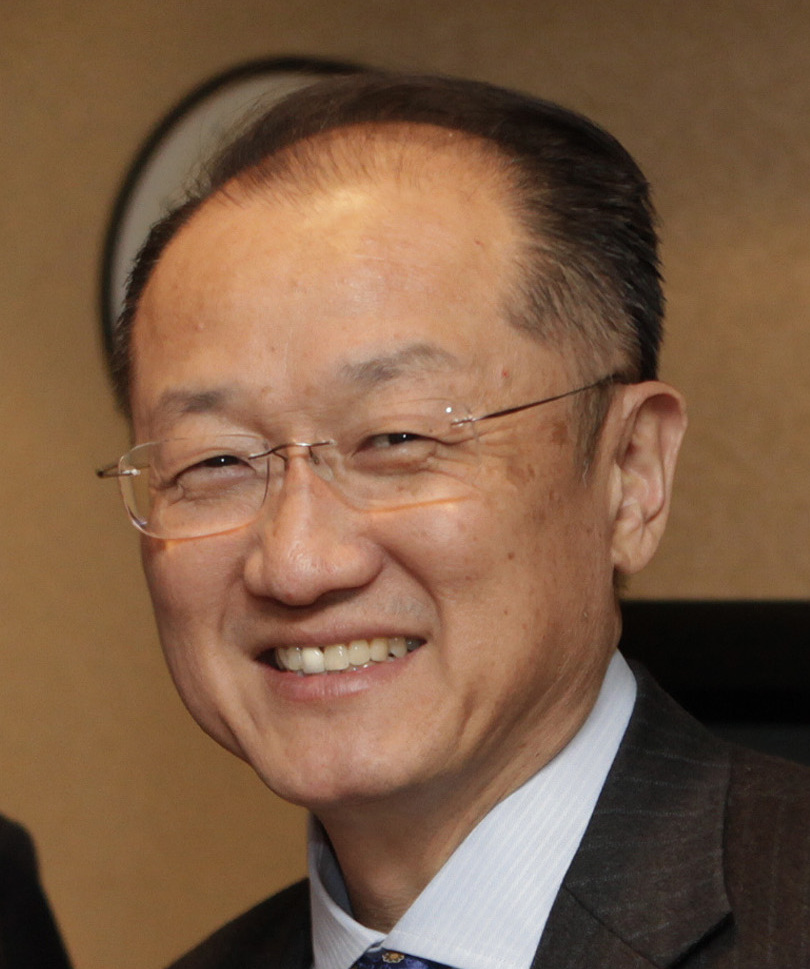
Jim Yong Kim

Jim Yong Kim (* 8. Dezember 1959 in Seoul) ist ein südkoreanisch-US-amerikanischer Mediziner und medizinischer Anthropologe. Vom 1. Juli 2012 bis 1. Februar 2019 war er Präsident der Weltbank.

## Name

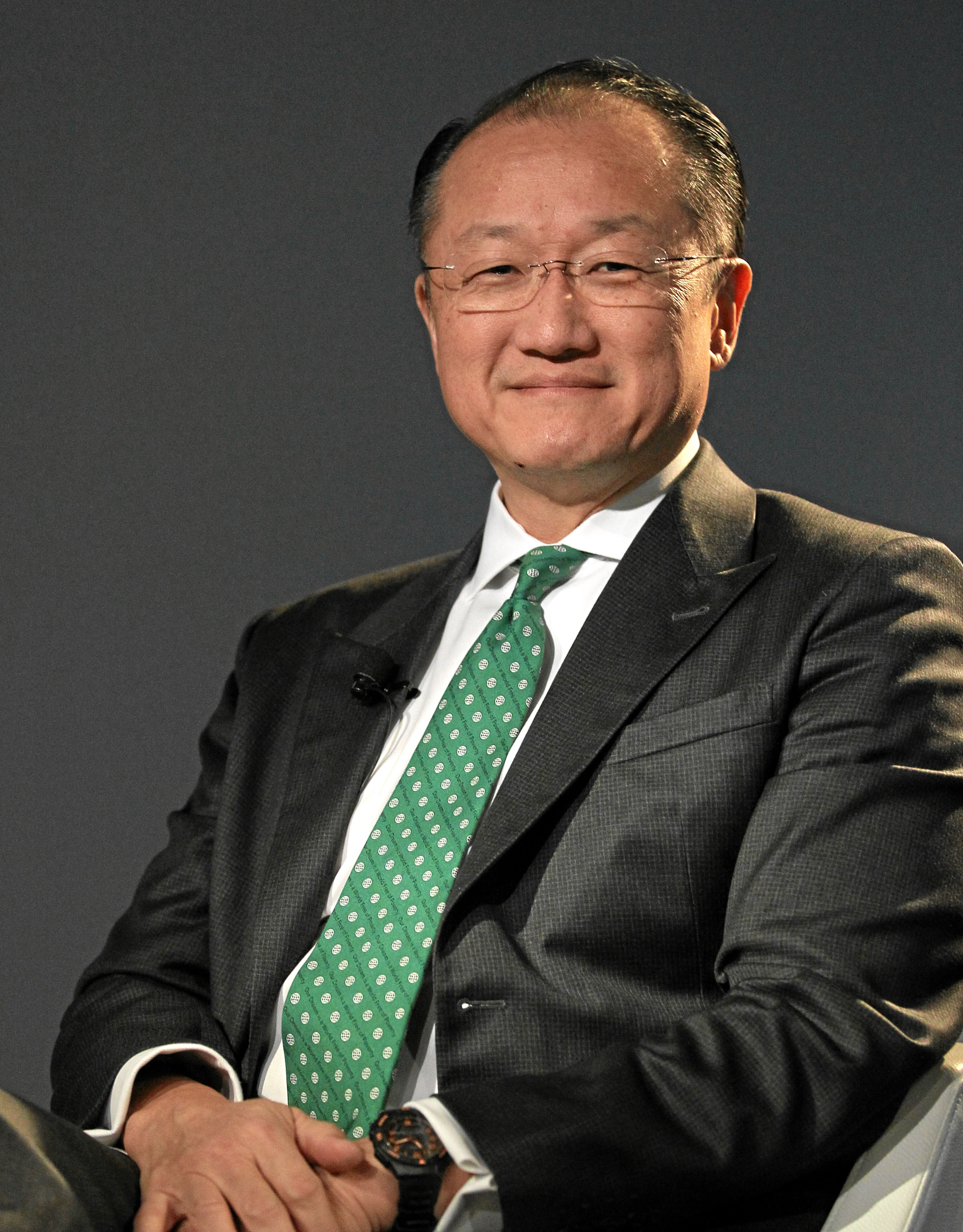
Kim während des WEFs 2013

Jim Yong Kim ist als US-amerikanischer Name in der üblichen westlichen Reihenfolge erster Vorname – zweiter Vorname – Familienname zu verstehen. Sein erster Vorname Jim ist nicht koreanisch, sondern englisch. Auf Koreanisch heißt er nur 김용 Kim Yong (Familienname vorangestellt, wie in Ostasien üblich).

## Leben

### Jugendzeit, Graduierung
Jim Yong Kim kam im Alter von fünf Jahren mit seiner Familie aus Südkorea in die USA und wuchs in der Kleinstadt Muscatine im Südwesten des Bundesstaats Iowa auf. Sein Vater, ein Zahnmediziner, lehrte an der staatlichen University of Iowa in Iowa City, seine Mutter promovierte dort in Philosophie. Kim besuchte zunächst die Muscatine High School, studierte eineinhalb Jahre an der University of Iowa und wechselte dann an die Brown University, eine private Eliteuniversität in Providence im US-Bundesstaat Rhode Island. Dort erreichte er 1982 den Bachelorgrad mit magna cum laude.

### Partners in Health
Zusammen mit Paul Farmer, Todd McCormack, Thomas J. White und Ophelia Dahl (Tochter von Roald Dahl und Patricia Neal) gründete er 1987 in Boston die Non-Profit-Organisation Partners in Health (PIH; deutsch: Gesundheitspartner) und war zeitweise deren Geschäftsführer. PIH widmet sich weltweit der vorbeugenden Gesundheitsfürsorge für Arme und beriet in der Vergangenheit Haiti, Peru, Russland, Ruanda, Lesotho und Malawi bei der Entwicklung vorbeugender Gesundheitskonzepte, ist aber auch in den USA tätig.

### Promotion
Seinen medizinischen Doktorgrad (M.D.) erhielt Kim 1991 an der Harvard Medical School in Boston, Massachusetts, den Forschungsdoktor (Ph.D.) in Anthropologie 1993 an deren Mutterhochschule, der privaten Harvard University in Cambridge.

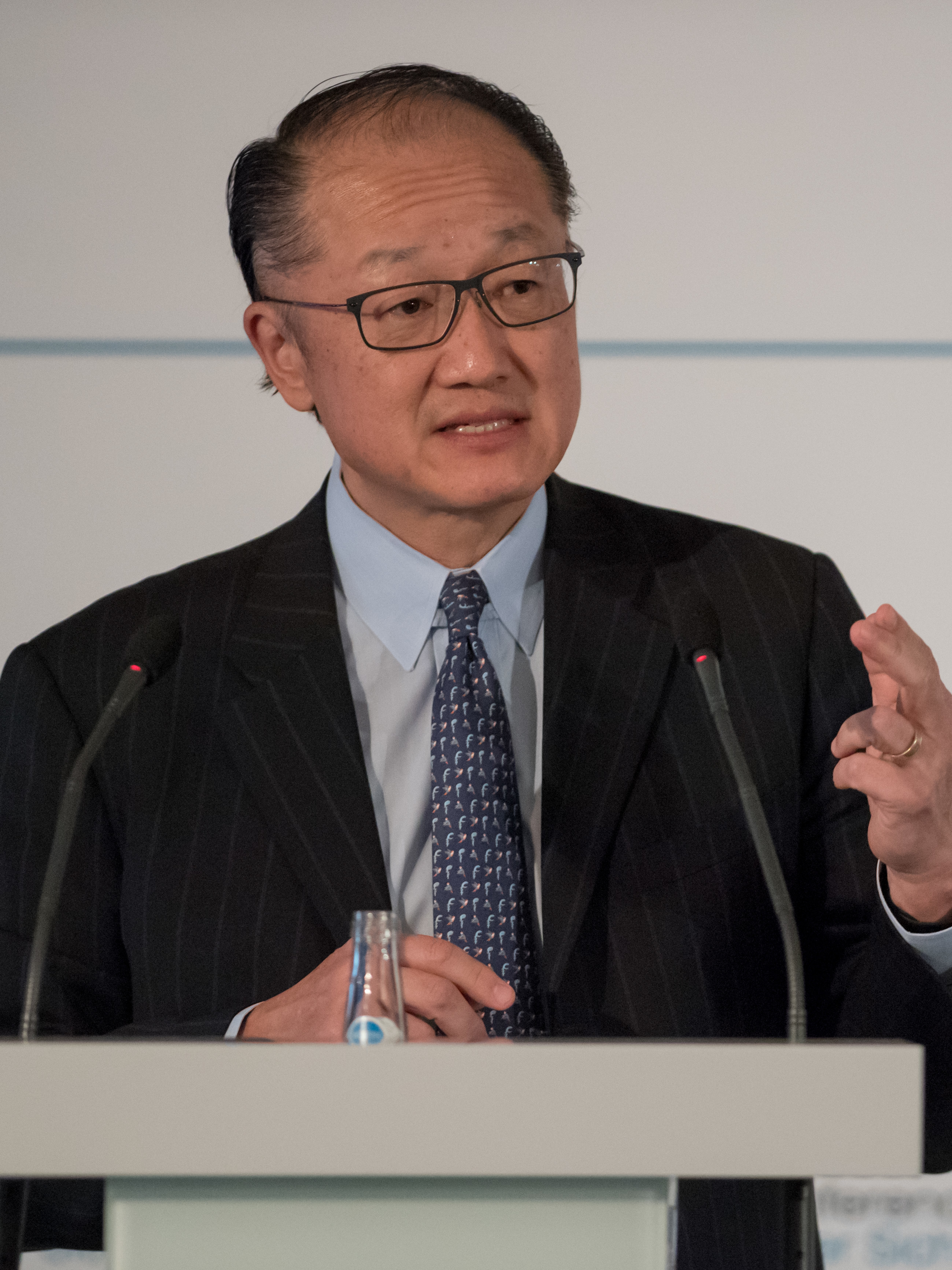
Kim während der 54. MSC 2018

### Weltgesundheitsorganisation
Jim Yong Kim ist Experte für Tuberkulose (TBC). Er war Vorsitzender verschiedener Komitees zur internationalen TBC-Politik und forschte vor allem über Strategien zur Bekämpfung standardmedikations-resistenter TBC-Stämme. Für die Weltgesundheitsorganisation (WHO) war er zunächst als Berater des Generaldirektors Lee Jong-wook tätig, der ebenfalls aus Südkorea stammte und TBC-Spezialist war. Von 2004 bis 2006 fungierte Kim unter ihm als Direktor der WHO-Abteilung HIV/AIDS. Während dieser Zeit rief er ein ehrgeiziges Programm zur AIDS-Bekämpfung ins Leben.

### Professur, Collegepräsident
Von 2006 bis 2009 war Kim Professor für Medizin und Sozialmedizin sowie Vorsitzender der Abteilung Weltgesundheit und Sozialmedizin an der Harvard Medical School.
Am 2. März 2009 ernannte das Dartmouth College, das zur sogenannten Ivy League der Elitehochschulen zählt, Kim zu seinem 17. Präsidenten; das Amt trat er am 1. Juli 2009 an und übte es bis Ende Juni 2012 aus. Er war der erste aus Asien stammende US-Amerikaner, der Präsident einer der US-Eliteuniversitäten der Ivy League wurde.

### Weltbank
Am 23. März 2012 wurde Kim vom damaligen US-Präsidenten Barack Obama für die Nachfolge von Robert Zoellick in der Position des Präsidenten der Weltbank nominiert. Erstmals seit Bestehen der Weltbank wurden jedoch aus der Gruppe der Schwellenländer eigene Kandidaten nominiert: die nigerianische Finanzministerin Ngozi Okonjo-Iweala und der frühere kolumbianische Finanzminister José Antonio Ocampo (dieser zog seine Kandidatur später zurück). Der Exekutivrat der Weltbank einigte sich Mitte April 2012 auf Kim. Er war Favorit, denn die USA hatten den größten Stimmenanteil und wurden von Europa und Japan unterstützt. Die USA stellten nach bisheriger Praxis stets den Weltbank-Präsidenten und Europa im Gegenzug den Vorsitzenden des Internationalen Währungsfonds. Nachdem Kim am 1. Juli 2017 eine zweite fünfjährige Amtszeit angetreten hatte, teilte er Anfang Januar 2019 mit, dass er seinen Posten zum 1. Februar 2019 niederlegen werde, um in die Privatwirtschaft zu wechseln. Die Leitung übernimmt zunächst kommissarisch die Weltbankmanagerin Kristalina Georgiewa, als designierten Nachfolger stellte US-Präsident Donald Trump am 5. Februar 2019 den Ökonomen und Staatssekretär im Finanzministerium David Malpass vor.

## Familie
Kim ist verheiratet mit einer Kinderärztin des Kinderkrankenhauses Boston und hat zwei Söhne.

## Auszeichnungen
Kim erhielt 2003 eine MacArthur Fellowship. Das Nachrichtenmagazin U.S. News & World Report bezeichnete ihn 2005 als einen der „America’s 25 Best Leaders“. Das Magazin Time listete ihn 2006 unter den 100 einflussreichsten Personen der Welt. Das Institute of Medicine, eine der U.S. National Academies, nahm ihn als Mitglied auf. 2010 wurde er in die American Academy of Arts and Sciences gewählt, 2013 erhielt er den Prinz-Mahidol-Preis.